# EastSiders
EastSiders is een Amerikaanse internetserie rond het homokoppel Cal (Kit Williamson) en Thom (Van Hansis) dat samenwoont in Silver Lake, Los Angeles.
De zwarte komedie ging in december 2012 in première op YouTube. Nadat de eerste twee afleveringen waren geplaatst werd via Kickstarter een crowdfunding gestart. Binnen vier dagen was het benodigd kapitaal binnen en werden nog zeven afleveringen gemaakt. In 2013 werd de serie opgenomen in het streamingpakket van Logo TV en een jaar later kwam zij uit op dvd. Na een nieuwe crowdfundingsactie werden in 2015 de zes afleveringen van het tweede seizoen opgenomen, dat op Vimeo van start ging. Beide seizoenen zijn sinds 2016 ook te zien op Netflix. Hoofdrolspeler Williamson is zowel verantwoordelijk voor het verhaal als de regie. De serie en de acteurs werden ruim vijftien maal genomineerd voor prijzen. In 2014 en 2016 won EastSiders een Indie Series Award voor het beste ensemble.

## Verhaal
Na een relatie van vier jaar komt Cal erachter dat zijn partner Thom hem bedrogen heeft met Jeremy. Cal wil de relatie niet verbreken, maar duikt zelf ook met Jeremy in bed. Het vertrouwen is weg en het tweetal gaat uiteindelijk toch uit elkaar. Ondertussen doet Cals beste vriendin Kathy geregeld een beroep op hem in verband met relatieproblemen met haar vriendje Ian. Cal en Thom beseffen dat ze niet zonder elkaar kunnen en proberen onder andere met triootjes weer inhoud aan hun relatie te geven.

## Hoofdrollen
- Cal (Kit Williamson) werkt in een galerie en is aspirant-fotograaf. Nadat hij erachter komt dat zijn vriend vreemd is gegaan, besluit hij aanvankelijk bij Thom te blijven.
- Thom (Van Hansis) is een aspirant-schrijver. Hij heeft vier jaar een relatie met Cal wanneer hij vreemdgaat met Jeremy. Na de breuk met Cal heeft hij een tijdelijke relatie met Jeremy, maar keert toch terug naar Cal.
- Jeremy (Matthew McKelligon) is degene met wie Thom Cal bedriegt. Wanneer Thom en Cal uit elkaar gaan, heeft Jeremy korte tijd een relatie met Thom.
- Kathy (Constance Wu) is een oud-klasgenote en de beste vriendin van Cal. Ze heeft zes maanden een relatie met Ian.
- Ian (John Halbach) is landschapsarchitect en het vriendje van Kathy.
- Quincy (Stephen Guarino) organiseert evenementen voor de homoscene en is bevriend met Thom en Cal.
- Douglas/Gomorrah Ray (Willam Belli) is een dragqueen die zo haar eigen liefdesproblemen heeft met Quincy.
- Hillary (Brianna Brown) duikt in seizoen twee op als Cals zus. Ze heeft een korte flirt met Ian.